# 勇士護軍
勇士護軍，十六国时期官名。
十六国时期，乞伏鲜卑在汉朝勇士县之地筑勇士城。前秦建元七年（371年），设置勇士护军，在今甘肃省榆中县北，苻坚任命任命乞伏司繁的从叔乞伏吐雷为安定护军。太初元年（386年），乞伏国仁在勇士城建立西秦，废除勇士护军。